# Байдуашов Єрмек Сатибалдийович
Єрмек Сатибалдийович Байдуашов (каз. Ермек Сатыбалдыұлы Байдуашов; нар. 20 липня 1982, Шимкент, Казахська РСР, СРСР) — казахський борець вільного стилю, срібний призер чемпіонатів світуи серед студентів, бронзовий призер чемпіонату Азії, бронзовий призер Азійських ігор, учасник Олімпійських ігор.

## Життєпис
У 2001 році став бронзовим призером чемпіонату Азії серед кадетів. У 2004 році медаль такого ж ґатунку здобув на чемпіонату Азії серед юніорів.
У 2007 році став бронзовим призером чемпіонату Азії на дорослому рівні, а у 2011 виборов третє місце на Азійських іграх.
У 2010 році замкнув десятку найсильніших на чемпіонаті світу.
У 2012 році здобув ліцензію на участь в літніх Олімпійських іграх 2012 року в Лондоні. На Олімпіаді Байдуашов у першій же сутичці поступився з рахунком 0:2 прндставнику Ірана Есану Лашгарі. Оскільки іранський спортсмен не пробився до фіналу, Байдуашов вибув з подальшої боротьби, посівни в підсумку останнє 19 місце.

## Спортивні результати на міжнародних змаганнях

### Виступи на Олімпіадах
| Змагання                    | Збірна    | Вагова категорія          | Місце |
| --------------------------- | --------- | ------------------------- | ----- |
| Літні Олімпійські ігри 2012 | Казахстан | вільна боротьба, до 84 кг | 19    |

### Виступи на Чемпіонатах світу
| Змагання                        | Збірна    | Вагова категорія          | Місце |
| ------------------------------- | --------- | ------------------------- | ----- |
| Чемпіонат світу з боротьби 2011 | Казахстан | вільна боротьба, до 84 кг | 10    |

### Виступи на Чемпіонатах Азії
| Змагання                       | Збірна    | Вагова категорія          | Місце  |
| ------------------------------ | --------- | ------------------------- | ------ |
| Чемпіонат Азії з боротьби 2007 | Казахстан | вільна боротьба, до 84 кг | Бронза |
| Чемпіонат Азії з боротьби 2008 | Казахстан | вільна боротьба, до 84 кг | 8      |
| Чемпіонат Азії з боротьби 2009 | Казахстан | вільна боротьба, до 84 кг | 5      |

### Виступи на Азійських іграх
| Змагання           | Збірна    | Вагова категорія          | Місце  |
| ------------------ | --------- | ------------------------- | ------ |
| Азійські ігри 2010 | Казахстан | вільна боротьба, до 84 кг | Бронза |

### Виступи на Кубках світу
| Змагання                    | Збірна    | Вагова категорія          | Місце |
| --------------------------- | --------- | ------------------------- | ----- |
| Кубок світу з боротьби 2009 | Казахстан | вільна боротьба, до 84 кг | 8     |

### Виступи на Чемпіонатах світуи серед студентів
| Змагання                                        | Збірна    | Вагова категорія          | Місце  |
| ----------------------------------------------- | --------- | ------------------------- | ------ |
| Чемпіонат світу з боротьби серед студентів 2005 | Казахстан | вільна боротьба, до 84 кг | 5      |
| Чемпіонат світу з боротьби серед студентів 2006 | Казахстан | вільна боротьба, до 84 кг | Срібло |

### Виступи на інших змаганнях
| Змагання                                                      | Збірна    | Вагова категорія          | Місце  |
| ------------------------------------------------------------- | --------- | ------------------------- | ------ |
| Золотий Гран-прі з боротьби 2010 (Тбілісі)                    | Казахстан | вільна боротьба, до 84 кг | Бронза |
| Золотий Гран-прі з боротьби 2010 (Баку)                       | Казахстан | вільна боротьба, до 84 кг | 12     |
| Турнір Яшара Догу 2012                                        | Казахстан | вільна боротьба, до 84 кг | Бронза |
| Олімпійський кваліфікаційний турнір з боротьби 2012 (Тайюань) | Казахстан | вільна боротьба, до 84 кг | Бронза |
| Меморіал Вацлава Циолковського 2012                           | Казахстан | вільна боротьба, до 84 кг | Бронза |

### Виступи на змаганнях молодших вікових груп
| Змагання                                     | Збірна    | Вагова категорія          | Місце  |
| -------------------------------------------- | --------- | ------------------------- | ------ |
| Чемпіонат Азії з боротьби серед юніорів 2004 | Казахстан | вільна боротьба, до 84 кг | Бронза |
| Чемпіонат Азії з боротьби серед кадетів 2001 | Казахстан | вільна боротьба, до 85 кг | Бронза |